# Esdras López
Esdras Carlos López Pérez (ur. 1997) – meksykański zapaśnik walczący w stylu wolnym. Srebrny medalista mistrzostw panamerykańskich w 2018 roku.